# Fünfeckturm (Weißenburg)

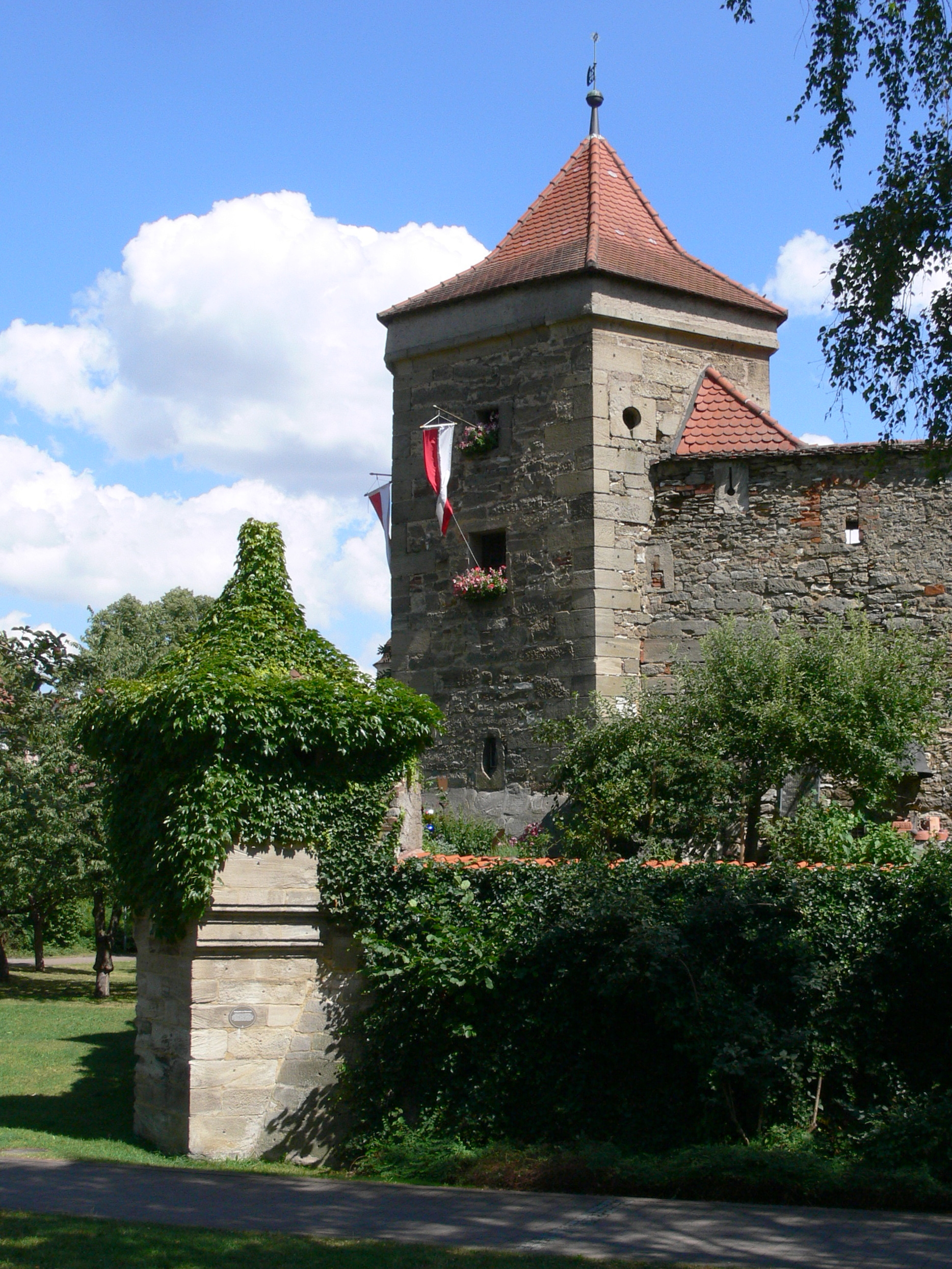
Weißenburger Stadtbefestigung mit Pulverturm

Der Fünfeckturm (auch Pulverturm genannt) ist ein Teil der Stadtbefestigung von Weißenburg in Bayern, einer Großen Kreisstadt im mittelfränkischen Landkreis Weißenburg-Gunzenhausen. Das Gebäude ist unter der Denkmalnummer D-5-77-177-1	 als Baudenkmal in die Bayerische Denkmalliste eingetragen.
Der Fünfeckturm befindet sich am nördlichen Rand der Weißenburger Altstadt nahe dem Ellinger Tor und der Doerflervilla an der Schulhausstraße und hat die postalische Adresse Froschgasse 7. Der Turm liegt auf einer Höhe von 419 Metern über NHN.
Der Fünfeckturm war Teil des Weißenburger Zwingers und ist einer der 38 noch erhaltenen Türme der Stadtmauer. Der Turm wird auch Pulverturm genannt. Er befindet sich an der Nordmauer. Der Turm wurde 1469 erbaut.